# Teodoro de Melitene
Teodoro de Melitene o Meliteniota, en griego original Θεόδωρος Μελιτηνιώτης (Constantinopla, c. 1320 - 8 de marzo de 1393), fue un astrónomo y funcionario de la hacienda o tesoro del Imperio Bizantino.

## Biografía
Perteneciente a la clase senatorial, hizo una gran carrera en la iglesia ortodoxa y fue gran sacelario / σακελλάριος o inspector de finanzas del Imperio. Defendió el palamismo (así llamado por su creador, Gregorio Palamás) y se opuso a la unión entre las iglesias Ortodoxa y Católica. En 1360 fue nombrado "didáscalo de didáscalos" o director de la Magnaura o escuela patriarcal de Constantinopla y, en 1368, arcediano o archidiácono de la capilla palatina.

## Obras
Escribió un Comentario a los Evangelios en tres libros y un poema alegórico sobre la σωφροσύνη (Temperancia) que se le puede atribuir y parece ser un ejercicio escolar heterogéneo lleno de diversos desarrollos retóricos y digresiones, entre ellas un catálogo de piedras preciosas que constituye un verdadero tratado de mineralogía. 
Pero su trabajo principal fueron sus Tres libros de astronomía / Άστρονομική τρίβιβλος, cuyo manuscrito autógrafo ha llegado hasta nosotros (Vaticanus gr. 792) y se estima compuesto antes de 1352. El primer libro contiene una introducción con una historia de la astronomía a la que Teodoro da orígenes bíblicos; sigue una severísima y prolongada condena de la astrología, y la afirmación de la utilidad de la astronomía para la fe religiosa (ofreciendo como ejemplo el eclipse solar en el momento de la crucifixión de Cristo); sigue un tratado sobre las operaciones aritméticas en sistema sexagesimal (multiplicación, división, raíz cuadrada, fracciones, suma y resta, e interpolación proporcional), inspirado en autores antiguos que son citados (Teón, Papo, Siriano y Juan Filópono); concluye este libro con un tratado sobre la construcción y uso del astrolabio plano, y menciona diecisiete estrellas para colocar en la araña, aunque sin dar sus coordenadas. Con el fin de garantizar que este instrumento no se volviera inútil con el tiempo por la precesión de los equinoccios, explicó cómo dibujar una araña sin estrellas. Es el único tratado griego que desarrolla esta posibilidad.
El segundo libro está formado por una exposición del sistema ptolemaico o de Claudio Ptolomeo, inspirada en los Comentarios del citado Teón de Alejandría a la Gran Sintaxis y las Tablas fáciles del famoso astrónomo. Concluye Teodoro señalando la necesidad de corregir las Tablas, alteradas por errores instrumentales y de copia, y se compromete a hacerlo si sus obligaciones y achaques le dejan tiempo.
El tercer libro está consagrado a la astronomía persa tal como se desarrolló en el observatorio de Maraghe (Irán) desde 1259, es decir, las observaciones realizadas bajo la dirección de Nasir al-Din al-Tusi y expuestas especialmente en las Tablas iljaníes. Este tercer libro obtuvo un éxito particular y a menudo fue copiado aparte, con variantes, bajo el título de Transmisión de las tablas persas / Paradosis tôn persikôn kanonôn.
Entre los autores bizantinos que cita están Jorge Paquimeres y Teodoro Metoquita y, en el tercer libro, Jorge Crisococas (autor de una edición comentada de las Tablas iljaníes en 1346), cuyo trabajo Teodoro de Melitene corrigió en muchos lugares (por ejemplo, la longitud de Constantinopla se coloca correctamente en 49 ° 50 ' en lugar del valor ptolemaico de 56 ° utilizado por Crisococas), además de transcribir de forma distinta los nombres persas, porque había copiado un manuscrito con una traducción griega anónima de las enseñanzas del astrónomo Shams al-Boukhari datado en 1322 (Laurentianus 28/17).